# 莱利亚纳
莱利亚纳（西班牙語：L'Eliana），是西班牙巴伦西亚自治区巴伦西亚省的一个市镇。总面积9平方公里，总人口13668人（2001年），人口密度1519人/平方公里。

## 友好城市
- 法國 米朗德